# Eduard Böhl
Eduard Böhl (Amburgo, 18 novembre 1836 – Vienna, 24 gennaio 1903) è stato un teologo tedesco.

## Biografia
Figlio di un mercante luterano e di madre cattolica romana, dal 1846 al 1854 frequentò la scuola accademica dello Johanneum ad Amburgo e poi il Gymnasium a Berlino. Iniziata a studiare teologia, dopo un semestre si trasferì all'Università "Martin Lutero" di Halle-Wittenberg e infine, nel 1858, all'Università Friedrich-Alexander di Erlangen-Norimberga. Nel 1861 ottenne la libera docenza di Antico Testamento all'Università di Basilea e dal 1864 al 1899 insegnò all'Università di Vienna teologia sistematica.
Fu genero del teologo e pastore protestante Hermann Friedrich Kohlbrügge.

## Opere
- Eduard Böhl, Zwölf Messianische Psalmen, Basilea, Bahmaier, 1862.
- Eduard Böhl, Die Alttestamentlichen Citate im Neuen Testament, Vienna, W. Braumüller, 1878.
- Eduard Böhl, Dogmatik, Amsterdam, Scheffer, 1887.
- Eduard Böhl, Beiträge zur Geschichte der Reformation in Österreich, Jena, Verlag von Gustav Fischer, 1902.